# Marc Coessens
Marc Coessens (Leuven, 21 maart 1954) is een Belgische acteur. Coessens verwierf vooral bekendheid van dokter Frank Opdebeeck in de VTM-reeks Wittekerke die hij van 1993 tot 2008 vertolkte. 

## Filmografie
Naast Wittekerke acteerde Coessens ook bij Studio 100 jongerensoap Amika als Herbert de la Fayette, die hij neerzette van 2008 tot 2011. Verder speelde hij ook tal van gastrollen in andere series en is hij veel bezig met theater en toneel.

### Televisie
- Postbus X (1988) als Yuppie 2
- Langs de Kade (1989-1990)
- Alfa Papa Tango (1990)
- Ramona (1991)
- De Gouden Jaren (1992) als boekhandelaar
- Het contract (1992)
- Copy Copy (1993) als Willem Frederik
- Heterdaad (1996) als André Kronenbergs
- 2 Straten verder (2000)
- Flikken (2000) als Koen Batsleer
- Witse (2004) als Yvan Versweyveldt
- Wittekerke (1993-2008) als Frank Opdebeeck
- Zone Stad (2008) als Jean-Yves de Dentergem van Bosvoorde
- Happy Singles (2008)
- Aspe (2009) als Raymond Chatelet
- Familie (2009) als psychiater Robert Celis
- Goesting (2010) als Guy
- Witse (2010) als Marcus Lagrou
- F.C. De Kampioenen (2010) als Renaat Van Goethem
- De Kotmadam (2010) als man van de staatsveiligheid
- De Rodenburgs (2010) als notaris De Cleene
- Amika (2008-2011) als Herbert de la Fayette
- ROX (2012) als valse dokter
- Danni Lowinski (Belgische televisieserie) (2012) als rechter d'Haenens
- Wolven (2013) als Bert Akkermans
- Thuis (2017) als Serge Guns

## Privé
Coessens is getrouwd met de Belgische actrice Christel Domen. Samen hebben ze drie kinderen: een dochter en twee zonen.